# NGC 5775
NGC 5775 è una galassia a spirale, nella costellazione della Vergine, si trova ad una distanza di circa 85 milioni di anni luce. Pur avendo un'inclinazione che in prospettiva si allontana da noi gli astronomi ritengono vantaggioso questo fatto, in quanto facilita le osservazioni.
L'esempio palese della prospettiva a favore degli studiosi, è che ha permesso di studiare le proprietà dell'alone di gas caldo, visibile quando la galassia viene osservata con le lunghezze d'onda dei raggi-x.
Il 27 marzo 2012 è stata scoperta una supernova in questa galassia: di magnitudine apparente +18.00 al momento della scoperta, è stata generata da un'ipergigante LBV.